# Чемпіонат світу з хокею із шайбою 2022 (дивізіон I)
Чемпіонат світу з хокею із шайбою 2022 року у дивізіоні I — чемпіонат світу з хокею із шайбою другого ешелону, розділений на дві групи. Група А грала в Словенії (Любляна), а група В — в Польщі (Тихи).
Попередні два роки турніри не проводили через пандемію COVID-19, таким чином збірні залаишились у своїх групах. Збірні Франції та Австрії, які вибули до Дивізіону I A були повернуті назад до топ-дивізіону, щоб замінити Росію та Білорусь, які були відсторонені ІІХФ через російське вторгнення в Україну у 2022 році. Збірну Литви, яка вибула до Дивізіону I B повернули до групи А, щоб у кожній групі була рівна кількість команд.
Словенія піднялася до вищого дивізіону, вигравши турнір групи А разом із Угорщиною. Польща виграла турнір групи B і отримала підвищення. Після завершення турнірів ІІХФ вирішила залишити в групах команди, що посіли останні місця відповідно Румунію та Сербію для повернення дивізіонів до нормальної кількості команд (по шість у кожній групі).

## Група А

### Учасники
| Збірна         | Результати 2019 року                     |
| -------------- | ---------------------------------------- |
| Південна Корея | 3-є місце Дивізіон I A в 2019.           |
| Словенія       | Господар, 4-е місце Дивізіон I A в 2019. |
| Угорщина       | 5-е місце Дивізіон I A в 2019.           |
| Румунія        | 1-е місце Дивізіон I B в 2019.           |
| Литва          | 6-е місце Дивізіон I A в 2019.           |

### Таблиця
| Поз | Команда         | М | В | ВО | ПО | П | ГЗ | ГП | Різ | О  | Підвищення                             |
| --- | --------------- | - | - | -- | -- | - | -- | -- | --- | -- | -------------------------------------- |
| 1   | Словенія (H, P) | 4 | 4 | 0  | 0  | 0 | 22 | 5  | +17 | 12 | Чемпіонат світу з хокею із шайбою 2023 |
| 2   | Угорщина (P)    | 4 | 3 | 0  | 0  | 1 | 12 | 9  | +3  | 9  | Чемпіонат світу з хокею із шайбою 2023 |
| 3   | Литва           | 4 | 2 | 0  | 0  | 2 | 13 | 13 | 0   | 6  |                                        |
| 4   | Південна Корея  | 4 | 1 | 0  | 0  | 3 | 9  | 15 | −6  | 3  |                                        |
| 5   | Румунія         | 4 | 0 | 0  | 0  | 4 | 8  | 22 | −14 | 0  |                                        |

Результати
| Дата       | Команда        | Рахунок | Команда        |
| ---------- | -------------- | ------- | -------------- |
| 03.05.2022 | Угорщина       | 5 : 1   | Південна Корея |
| 03.05.2022 | Словенія       | 4 : 2   | Литва          |
| 04.05.2022 | Литва          | 1 : 2   | Угорщина       |
| 04.05.2022 | Румунія        | 1 : 9   | Словенія       |
| 05.05.2022 | Румунія        | 1 : 4   | Південна Корея |
| 06.05.2022 | Південна Корея | 3 : 5   | Литва          |
| 06.05.2022 | Словенія       | 5 : 1   | Угорщина       |
| 07.05.2022 | Литва          | 5 : 4   | Румунія        |
| 08.05.2022 | Угорщина       | 4 : 2   | Румунія        |
| 08.05.2022 | Південна Корея | 1 : 4   | Словенія       |

### Статистика
Бомбардири
| Гравець            | М | Г | П | О | +/− | ШХ | Поз |
| ------------------ | - | - | - | - | --- | -- | --- |
| Жига Єглич         | 4 | 3 | 4 | 7 | +5  | 2  | Ф   |
| Ян Урбас           | 4 | 0 | 7 | 7 | +5  | 0  | Ф   |
| Еміліюс Кракаускас | 4 | 4 | 2 | 6 | 0   | 0  | Ф   |
| Рок Тічар          | 4 | 2 | 4 | 6 | +5  | 0  | Ф   |
| Чанад Ерделі       | 4 | 4 | 1 | 5 | 0   | 6  | Ф   |
| Роберт Саболич     | 4 | 4 | 1 | 5 | +4  | 2  | Ф   |
| Міха Верлич        | 4 | 4 | 1 | 5 | +6  | 0  | Ф   |
| Чон Юнг Ву         | 4 | 3 | 2 | 5 | +1  | 0  | Ф   |
| Євген Скачков      | 4 | 2 | 3 | 5 | −3  | 6  | Ф   |
| Кім Вон Джун       | 4 | 1 | 4 | 5 | +3  | 6  | З   |

Джерело: IIHF.com
Найкращі воротарі
| Гравець        | ЧНЛ    | ПГ | КН   | КД  | ВК%   | ША |
| -------------- | ------ | -- | ---- | --- | ----- | -- |
| Гашпер Крошель | 160:00 | 3  | 1.13 | 43  | 93.02 | 0  |
| Міклош Райна   | 240:00 | 9  | 2.25 | 113 | 92.04 | 0  |
| Мантас Армаліс | 239:09 | 13 | 3.26 | 140 | 90.71 | 0  |
| Метт Далтон    | 239:38 | 14 | 3.51 | 120 | 88.33 | 0  |
| Золтан Токе    | 139:49 | 9  | 3.86 | 70  | 87.14 | 0  |

ЧНЛ = часу на льоду (хвилини: секунди); ГП = голів пропушено; СП = Середня кількість пропущених шайб; КД = кидки; %ВК = відбитих кидків (у %); ША = шатаути

Джерело: IIHF.com

### Нагороди
Найкращі гравці, обрані дирекцією ІІХФ
- Найкращий воротар:  Мантас Армаліс
- Найкращий захисник:  Нандор Фейеш
- Найкращий нападник:  Жига Єглич

Команда усіх зірок, обрана ЗМІ
- Воротар:  Гашпер Крошель
- Захисники:  Нерюс Алішаускас —  Кім Вон Джун
- Нападники:  Жига Єглич —  Чанад Ерделі —  Міха Верлич

## Група B

### Учасники
| Збірна  | Результати 2019 року                     |
| ------- | ---------------------------------------- |
| Польща  | Господар, 2-е місце Дивізіон I B в 2019. |
| Японія  | 3-є місце Дивізіон I B в 2019            |
| Естонія | 4-е місце Дивізіон I B в 2019.           |
| Україна | 5-е місце Дивізіон I B в 2019.           |
| Сербія  | 1-е місце Дивізіон II A в 2019.          |

### Таблиця
| Поз | Команда       | М | В | ВО | ПО | П | ГЗ | ГП | Різ | О  | Підвищення      |
| --- | ------------- | - | - | -- | -- | - | -- | -- | --- | -- | --------------- |
| 1   | Польща (H, P) | 4 | 3 | 1  | 0  | 0 | 18 | 4  | +14 | 11 | Дивізіон I 2023 |
| 2   | Японія        | 4 | 3 | 0  | 0  | 1 | 23 | 9  | +14 | 9  |                 |
| 3   | Україна       | 4 | 2 | 0  | 1  | 1 | 19 | 11 | +8  | 7  |                 |
| 4   | Естонія       | 4 | 1 | 0  | 0  | 3 | 9  | 20 | −11 | 3  |                 |
| 5   | Сербія        | 4 | 0 | 0  | 0  | 4 | 4  | 29 | −25 | 0  |                 |

Результати
| Дата       | Команда | Рахунок   | Команда |
| ---------- | ------- | --------- | ------- |
| 26.04.2022 | Сербія  | 0 : 8     | Японія  |
| 26.04.2022 | Польща  | 3 : 0     | Естонія |
| 27.04.2022 | Україна | 7 : 0     | Сербія  |
| 28.04.2022 | Японія  | 7 : 5     | Естонія |
| 28.04.2022 | Україна | 2 : 3 (Б) | Польща  |
| 29.04.2022 | Сербія  | 2 : 10    | Польща  |
| 30.04.2022 | Японія  | 8 : 2     | Україна |
| 30.04.2022 | Естонія | 4 : 2     | Сербія  |
| 01.05.2022 | Польща  | 2 : 0     | Японія  |
| 01.05.2022 | Естонія | 0 : 8     | Україна |

### Статистика
Бомбардири
| Гравець              | М | Г | П | О  | +/− | ШХ | Поз |
| -------------------- | - | - | - | -- | --- | -- | --- |
| Юшіро Хірано         | 4 | 6 | 4 | 10 | +8  | 0  | Ф   |
| Алан Лищарчик        | 4 | 2 | 7 | 9  | +9  | 2  | Ф   |
| Шигекі Хітосато      | 4 | 3 | 4 | 7  | +8  | 2  | Ф   |
| Макуру Фурухаші      | 4 | 4 | 2 | 6  | +4  | 2  | Ф   |
| Філіп Коморський     | 4 | 4 | 2 | 6  | +7  | 0  | Ф   |
| Андрій Міхнов        | 4 | 0 | 6 | 6  | +1  | 0  | Ф   |
| Сього Накадзіма      | 4 | 0 | 6 | 6  | +7  | 2  | Ф   |
| Олександр Пересунько | 4 | 4 | 1 | 5  | +3  | 4  | Ф   |
| Віталій Лялька       | 4 | 3 | 2 | 5  | +3  | 4  | Ф   |
| Ігор Мережко         | 4 | 1 | 4 | 5  | +2  | 2  | З   |

Джерело: IIHF.com
Найкращі воротарі
| Гравець               | ЧНЛ    | ПГ | КН   | КД  | ВК%    | ША |
| --------------------- | ------ | -- | ---- | --- | ------ | -- |
| Дмитро Кубрицький     | 121:54 | 0  | 0.00 | 34  | 100.00 | 2  |
| Джон Мюррей           | 185:00 | 2  | 0.65 | 90  | 97.78  | 2  |
| Юта Нарісава          | 238:39 | 9  | 2.26 | 99  | 90.91  | 1  |
| Арсеній Ранкович      | 235:04 | 29 | 7.40 | 195 | 85.13  | 0  |
| Віллем-Генрік Койтмаа | 220:00 | 17 | 4.64 | 104 | 83.65  | 0  |

ЧНЛ = часу на льоду (хвилини: секунди); ГП = голів пропушено; СП = Середня кількість пропущених шайб; КД = кидки; %ВК = відбитих кидків (у %); ША = шатаути

Джерело: IIHF.com

### Нагороди
Найкращі гравці, обрані дирекцією ІІХФ
- Найкращий воротар:  Джон Мюррей
- Найкращий захисник:  Ігор Мережко
- Найкращий нападник:  Юшіро Хірано